# 六内円栄
六内 円栄（ろくだい まるえい）は、日本の漫画家。

## 来歴
中川真里絵名義で「フィラデルフィアの棺」で第29回クラウン新人漫画賞佳作を受賞。2016年、同作を『ジャンプSQ.CROWN』（集英社）2016 WINTERに掲載。「あまりに間違われるので、次からは名前を変えたい」と考え、六内円栄名義で『ジャンプSQ.CROWN』2016 SUMMERに「黒後家蟹の推理」を発表。
2018年に「死よ来たれ」にてアフタヌーン四季賞春のコンテストで四季賞を受賞。
2020年4月、『ジャンプスクエア』5月号より『Thisコミュニケーション』の連載を開始し、2024年4月号で連載を終了。

## 作品リスト

### 連載
- Thisコミュニケーション（『ジャンプスクエア』2020年5月号[5] - 2024年4月号[6]、全12巻）

### 読切
- フィラデルフィアの棺（『ジャンプSQ.CROWN』2016 WINTER） - 中川真里絵名義、第29回クラウン新人漫画賞佳作受賞[1]
- 黒後家蟹の推理（『ジャンプSQ.CROWN』2016 SUMMER）
- 銃後の勇気（『ジャンプSQ.CROWN』2017 WINTER）
- 死よ来たれ（『月刊アフタヌーン』2018年7月号[7]） - アフタヌーン四季賞2018春のコンテスト四季賞受賞[4]

### その他
- 青の祓魔師10周年記念本『AOEX10』（2020年6月4日発売[8]） - 寄稿[8]